# Jaisinghnagar
Jaisinghnagar è una suddivisione dell'India, classificata come nagar panchayat, di 7.392 abitanti, situata nel distretto di Shahdol, nello stato federato del Madhya Pradesh. In base al numero di abitanti la città rientra nella classe V (da 5.000 a 9.999 persone).

## Geografia fisica
La città è situata a 23° 42' 21 N e 81° 23' 08 E.

## Società

### Evoluzione demografica
Al censimento del 2001 la popolazione di Jaisinghnagar assommava a 7.392 persone, delle quali 3.826 maschi e 3.566 femmine. I bambini di età inferiore o uguale ai sei anni assommavano a 1.094, dei quali 583 maschi e 511 femmine. Infine, coloro che erano in grado di saper almeno leggere e scrivere erano 4.188, dei quali 2.471 maschi e 1.717 femmine.